# Cycプロジェクト
Cyc（サイク）は、人工知能へのアプローチのひとつ。一般常識をデータベース化し（知識ベース）、人間と同等の推論システムを構築することを目的とするプロジェクトである。「Cyc」の名は「encyclopedia」に由来する。
1984年に MCC 社のダグラス・レナートによって開始。人手による入力作業が続けられており、1995年には Cycorp 社が設立され、2001年からは知識ベースの一部が OpenCyc として公開されている。
2010年代に流行し始めたニューラルネットワークによる統計処理とは異なる、人間の常識に根ざした推論を可能にするとしている。